# The Upcoming Terror
Albums de Assassin
Interstellar Experience
(1988)
The Upcoming Terror est le premier album studio du groupe de thrash metal allemand Assassin sorti le 3 juin 1987.
Source.

## Liste des titres
| No | Titre                       | Durée |
| -- | --------------------------- | ----- |
| 1. | Forbidden Reality           | 5:32  |
| 2. | Nemesis                     | 3:51  |
| 3. | Fight (To Stop the Tyranny) | 2:29  |
| 4. | The Last Man                | 6:55  |
| 5. | Assassin                    | 5:56  |
| 6. | Holy Terror                 | 4:57  |
| 7. | Bullets                     | 4:13  |
| 8. | Speed of Light              | 2:52  |

Le morceau Speed of Light est un instrumental.
Source.

## Composition du groupe
- Robert Gonnella - Chant.
- Dinko Vekić - Guitare.
- Jürgen "Scholli" Scholz - Guitare.
- Markus "Lulle" Ludwig - Basse.
- Psycho Danger - Batterie.

## Membres additionnels
- Kalle Trapp - Production & mixage audio.
- Uwe Ziegler - Ingénieur du son.

## Sources
1. ↑  , metal-archives.com
2. ↑  , discogs.com